# Parler
Parler je americká služba pro mikroblogování a sociální síť, založená v roce 2018 a vyznačující se snahou o maximální svobodu projevu svých uživatelů. Svým fungováním se podobá Twitteru, ale na rozdíl od něj je obsah jen minimálně regulován – pravidla obsahují pouze zákaz pornografie, kriminálních aktivit, podpory terorismu a spamování. Parler se postupně stal oblíbenou platformou amerických konzervativců a podporovatelů Donalda Trumpa; své účty zde mají i někteří příslušníci umírněného proudu Republikánské strany, přesto je však značně oblíben v ultrakonzervativních a krajně pravicových kruzích. Významná část jeho obsahu je rasistická nebo antisemitská, případně obsahující dezinformace a konspirační teorie (včetně teorie QAnon). Síť má asi 10 milionů uživatelů (leden 2021), z nichž 8 milionů pochází z USA.

## Historie
Parler založili v roce 2018 v Nevadě informatik John Matze a Rebekah Mercerová, významná přispěvatelka Republikánské strany.
Po amerických prezidentských volbách v roce 2020 se na platfomu z jiných sociálních sítí (zejména Facebooku a Twitteru) přesunulo velké množství amerických konzervativců a příznivců končícího prezidenta Donalda Trumpa; počet uživatelů sítě se tak během roku 2020 přibližně zdesetinásobil z necelého milionu na asi deset milionů uživatelů. Tento trend ještě zesílil poté, co po lednovém průniku Trumpových podporovatelů do budovy Kapitolu byl trvale zrušen Trumpův účet na Twitteru. Parler podle některých médií a společnosti Apple patřil k sociálním sítím, prostřednictvím kterých koordinovali své kroky někteří z demonstrantů, kteří se vpádu do Kapitolu účastnili.
Dne 8. ledna 2021, ve stejný den, kdy byl zablokován účet Donalda Trumpa a několika jeho spojenců na Twitteru z obav o podněcování násilí, odstranil Google mobilní aplikaci Parler z Google Play; uvedeným důvodem byly chybějící zásady pro moderování obsahu, bránící šíření nenávistných příspěvků. Podobné výhrady vyjádřil i Apple, který zprvu pohrozil stažením z App Store a po dvou dnech platformu Parler odstranil také. Následovalo oznámení Amazonu, že o půlnoci z 10. na 11. ledna 2021 odstraní Parler ze svého hostingu Amazon Web Services, což se také stalo. Jelikož služba byla odmítnuta i ze strany dalších webhostingových společností, od tohoto data byla nedostupná. Zakladatel Parleru John Matze označil postup těchto firem za „koordinovaný útok technologických gigantů“ a hromadné odmítnutí služby ze strany všech jím oslovených společností kritizovali i další američtí komentátoři. Firma Parler posléze podala na koncern Amazon soudní žalobu s tím, že Amazon takovým právně nepřípustným způsobem potlačuje konkurenci Twitteru. Provoz webu (nikoli aplikace) byl obnoven přibližně po týdnu, za pomoci ruské technologické společnosti DDos-Guard.
17. října 2022 Parler oznámil, že uzavřel kupní smlouvu s Americkým rapperem Ye. K tomuto obchodu mělo dojít ve čtvrtém čtvrtletí 2022. Z obchodu 1. prosince 2022 po vzájemné dohodě sešlo.

## Známí uživatelé
K uživatelům Parleru patří například synové Donalda Trumpa Eric Trump a Donald Trump Jr., politici David Nunes, Ted Cruz a Kristi Noemová nebo moderátoři Fox News řazení k střednímu proudu Republikánské strany Sean Hannity a Tucker Carlson. Své účty zde mají i někteří uživatelé krajně pravicové scény, v minulosti zablokováni na jiných platformách: novinář Milo Yiannopoulos, komentátor a zakladatel Proud Boys Gavin McInnes či konspirační teoretička Laura Loomerová.